# Île Maïre
L'île Maïre ou simplement Maïre (prononcer ˈmɑːjre) est une île située dans le sud-sud-ouest de Marseille, à proximité immédiate du cap Croisette et du quartier des Goudes, à l'extrémité ouest du massif des Calanques. Elle fait partie du territoire de la commune de Marseille, et appartient au 8e arrondissement de la ville.

## Géographie et histoire

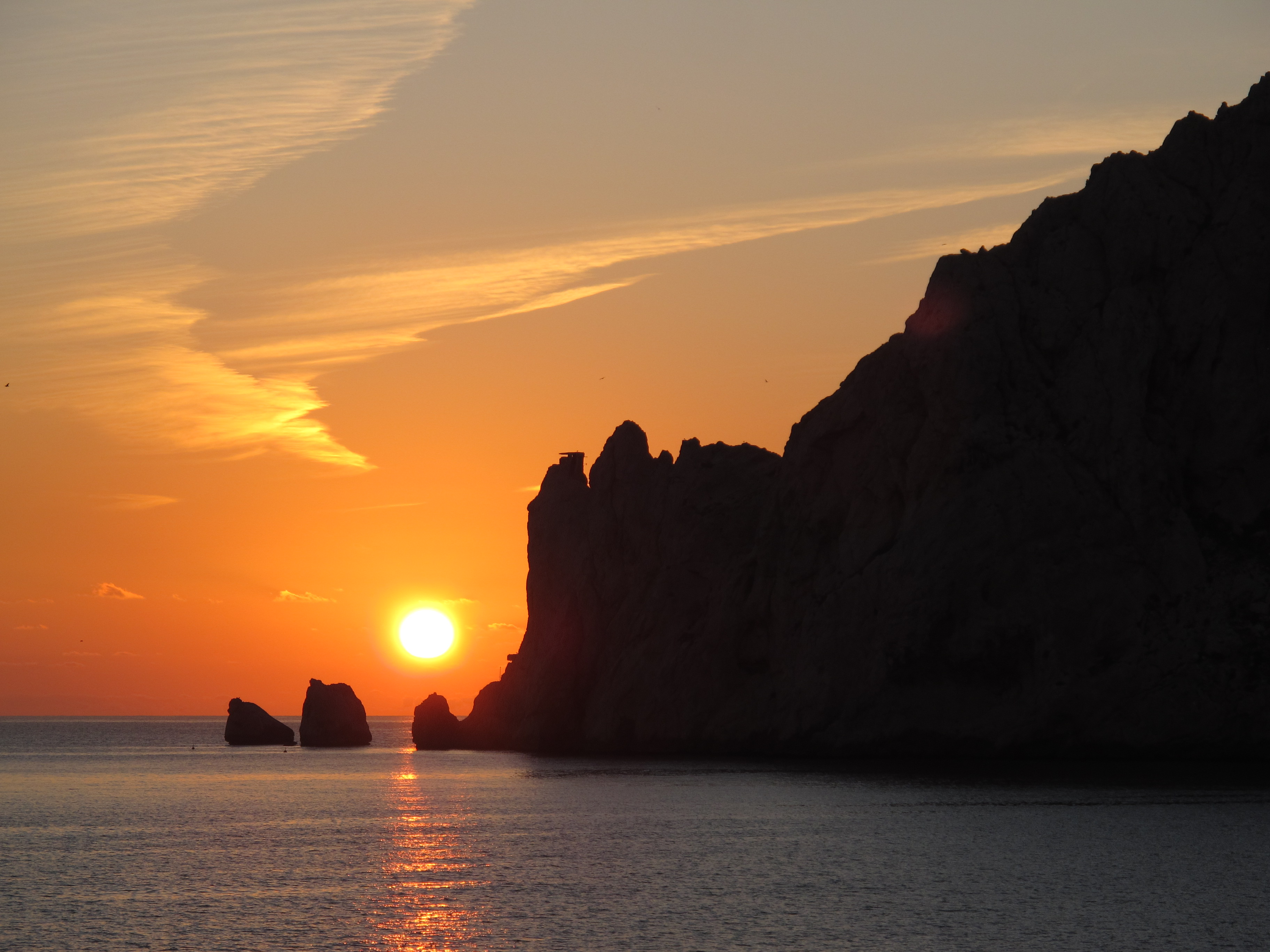
Coucher de soleil sur l'île Maïre

Mesurant 990 mètres d'est en ouest et 540 mètres du nord au sud, l'île Maïre culmine néanmoins à 141 mètres d'altitude à un sommet non nommé situé juste à l'ouest du pic des Gabians qui s'élève lui à 138 mètres d'altitude. Elle est totalement inhabitée et, hormis les gabians, la vie animale y est réduite à sa plus simple expression. On peut y voir les restes d'une construction datant de l'époque où les ressources minérales de l'île étaient exploitées. Tout autour de l'île, des observatoires, en ruines, rappellent l'importance stratégique de sa position, au sud de la baie de Marseille et à l'est du golfe du Lion.
L'île Maïre est accompagnée au large d'un îlot presque aussi haut (49 m) que large (100 m), et muni d'un phare à son sommet : l'île Tiboulen de Maïre. Elle est aussi accompagnée de plusieurs autres îlots nommés Les Pharillons connus comme site de plongée comportant une épave, celle du Liban, un paquebot qui a sombré en 1903.
Maïre n'est séparée du continent que par une étroite passe d'environ 80 mètres[réf. souhaitée] (Passage des Croisettes), dont le franchissement par les barques de pêcheurs ou de plaisanciers est délicat en raison de courants importants et de vagues mauvaises en cas de vent. Pour la même raison, passer à la nage du cap Croisette à l'île Maïre est déconseillé, malgré la faible distance à parcourir. Faire le tour de l'île à la nage est réservé aux sportifs expérimentés.
Les navires quittant la rade de Marseille en direction de la Côte d'Azur, de la Corse ou de la Tunisie contournent le Cap, et passent au large de l'île et de son Tiboulen.

## Œuvre artistique et cinéma
L'île Maïre a fait l'objet de tournages, servant de décor à la série Draculi & Gandolfi de Guillaume Sanjorge,,.

## Galerie

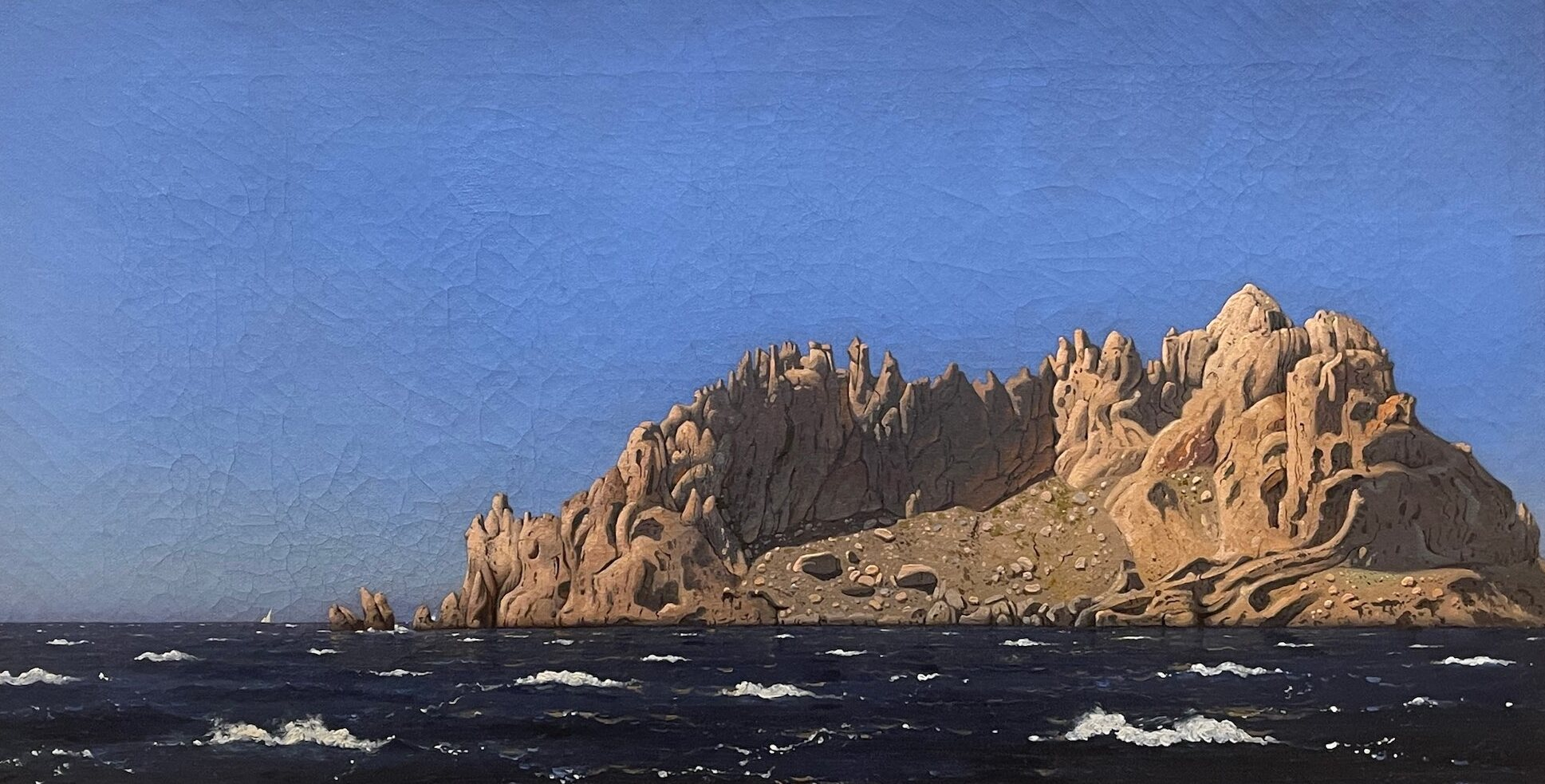
Carl Frederik Emanuel Larsen, Vue de l’île Maïre, 1854.
Photographie panoramique du cap Croisette avec l'île Maïre.